# Ce soir je veillerai sur toi
 (mars 2018).
Si vous disposez d'ouvrages ou d'articles de référence ou si vous connaissez des sites web de qualité traitant du thème abordé ici, merci de compléter l'article en donnant les références utiles à sa vérifiabilité et en les liant à la section « Notes et références ».
Ce soir je veillerai sur toi est un roman de Mary Higgins Clark et Carol Higgins Clark publié en novembre 2001.

## Résumé
Cela fait maintenant 46 ans que Sterling Brooks attend dans l'antichambre du paradis. Les portes du paradis ne s'ouvriront pour Sterling Brooks qu'à une condition : retourner sur terre et sauver une personne en danger. Une fois qu'il a fini d'observer comment a évolué la vie en 46 ans, il observe les gens qui l'entourent, et il décide d'aider Marissa, une petite fille de six ans qu'il aperçoit sur la glace en train de patiner. Ses parents ont divorcé, elle se sent triste et seule en cette veille du 25 décembre. Une terrible menace pèse sur son père... Sterling va faire tout ce qui est en son pouvoir pour que Noël soit pour Marissa la plus inoubliable des fêtes et non un horrible cauchemar. Au fur et à mesure que le récit avance, on découvre de nouveaux personnages tels que les frères Badgett qui ne sont autres que la raison de l'éloignement du père et de la grand-mère de Marissa. 
En fait Billy Campbell (le père de Marissa) et sa mère NorNor ont été victimes de chantages à la suite de la soirée en l'honneur de la mère des frères Badgett, où mère et fils avaient été pour chanter. A la fin de leur concert, ils avaient malencontreusement entendu de la bouche des frères qu'ils allaient incendier l'entrepôt d'une de personnes à qui ils avaient prêté pas mal d'argent au fil des années. Au début ils n'ont pas pris leur parole au sérieux jusqu'à qu'ils entendent aux nouvelles du lendemain matin qu'un entrepôt avait été brulée de façon criminelle. Ils décident dans parler à la police qui fait directement appel au FBI. NorNor et Billy sont alors des témoins clés et doivent résider dans un appartement protégé. Ce qui fait que Marissa n'est plus en position de voir son père. 
Lorsque l'on est dans un chapitre du point de vue de Eddie et Junior Badgett, on apprend que leur mère est « malade ». En fait Mama comme l'appelle ses enfants, a une liste de symptômes et de maladies qu'elle barre chaque fois qu'elle en utilise un. Malheureuse de ne pas revoir ses enfants, parti aux États-Unis il y a plus de dix ans maintenant. Mais on apprend que les deux frères ne peuvent plus retourner dans leur pays natal car ils y sont recherchés pour fraudes et arnaques.

## Principaux personnages
- Cameron Bancroft : Sterling Brooks
- Nickol Tschenscher : Marissa Campbell
- Erika Eleniak : Annie Campbell
- Eli Gabay : Junior Badgett
- Pam Hyatt : Nor Campbell
- Craig March : Eddie Badgett
- Udo Kier : Hans Kramer
- Greg Evigan : Joe
- Jason Low : Sean O'Brien
- Roger Haskett : Decker
- Landy Cannon : Rich Meyers
- Rheta Hutton : Heddy-Anna Badgett
- David Palffy : Prosecutor
- Sean Campbell : Golfing Buddy
- Claire Riley : Juge
- James Michalopolous : Goon

## Adaptation
Il a été adapté en film, Ce soir je veillerai sur toi, par David Winning en 2002.